# Marangu Magharibi
Marangu Magharibi ist ein Verwaltungsbezirk (Ward) des Distrikts Moshi in der tansanischen Region Kilimandscharo.

## Geografie
Marangu Magharibi liegt im Nordosten von Tansania etwa 20 Kilometer nordöstlich der Regionshauptstadt Moshi am südlichen Abhang des Kilimandscharo. Die Grenze im Südwesten bildet der Fluss Wona.
Der Bezirk grenzt im Norden an Mengeni des Distrikts Rombo, im Osten an Marangu Mashariki, im Süden an Kilema Kati und im Westen an Kilema Kaskazini. Bei der Volkszählung 2022 lebten 16.775 Menschen in 4456 Haushalten auf einer Fläche von 21,4 Quadratkilometern.

## Gliederung
Der Bezirk besteht aus sieben Gemeinden (Mtaa) mit 33 Orten (Kitongoji):
| Komalyangoe - Ikunda - Majengo - Ruwangambo - Kisu | Kitowo - Meeri Juu - Meeri Chini - Komrete Juu - Komrete Chini - Ulala - Mtanuni - Mengeni - Rau - Kiima | Kiraracha - Ikionu - Karisia - Ngua - Makokeni - Rawara | Nduweni - Kirimbochoni - Mtemboni - Muungu - Mrereni - Kisima | Kyala - Kyala Masereni - Kyala Kati - Kyala Chini | Mbahe - Korowi - Wambaa - Bondeni | Komela - Komela Kaskazini - Komasoy - Kolewari - Komela Kusini |

## Wirtschaft und Infrastruktur
- Bildung: Im Bezirk liegen drei weiterführende Schulen. Die beiden staatlichen Schulen Makomu Secondary School[8] und Mlang’A Secondary School[9] bieten eine Ausbildung bis zur 4. Stufe an, die erste auch eine Unterbringung in einem Internat. Auch die von der römisch-katholischen Kirche geleitete Uomboni Secondary School bildet Mädchen und Burschen bis zur 4. Stufe aus.[10][11]
- Gesundheit: In der Gemeinde Kitowo gibt es eine staatliche Apotheke[12] und in Mbahe eine private.[13]